# Ribeira Maloa
Ribeira Maloa ist eine osttimoresische Aldeia im Sucos Bairro Pite (Verwaltungsamt Dom Aleixo, Gemeinde Dili). 2015 lebten in Ribeira Maloa 593 Menschen.

## Lage  und Einrichtungen
Ribeira Maloa liegt im Osten des Sucos Bairro Pite. Nördlich befinden sich die Aldeias  Avança, Tane Timor und Rio de Janeiro. Im Süden und Westen grenzt Ribeira Maloa an die Aldeia Moris Ba Dame und reicht im Südosten bis an die Aldeia Ruin Naclecar. Im Osten verläuft der Fluss Maloa, der Namensgeber der Aldeia. Er trennt sie vom Suco Vila Verde.
Im Osten von Ribeira Maloa befindet sich eine Antenne von Telcomsel.